# August Landmesser

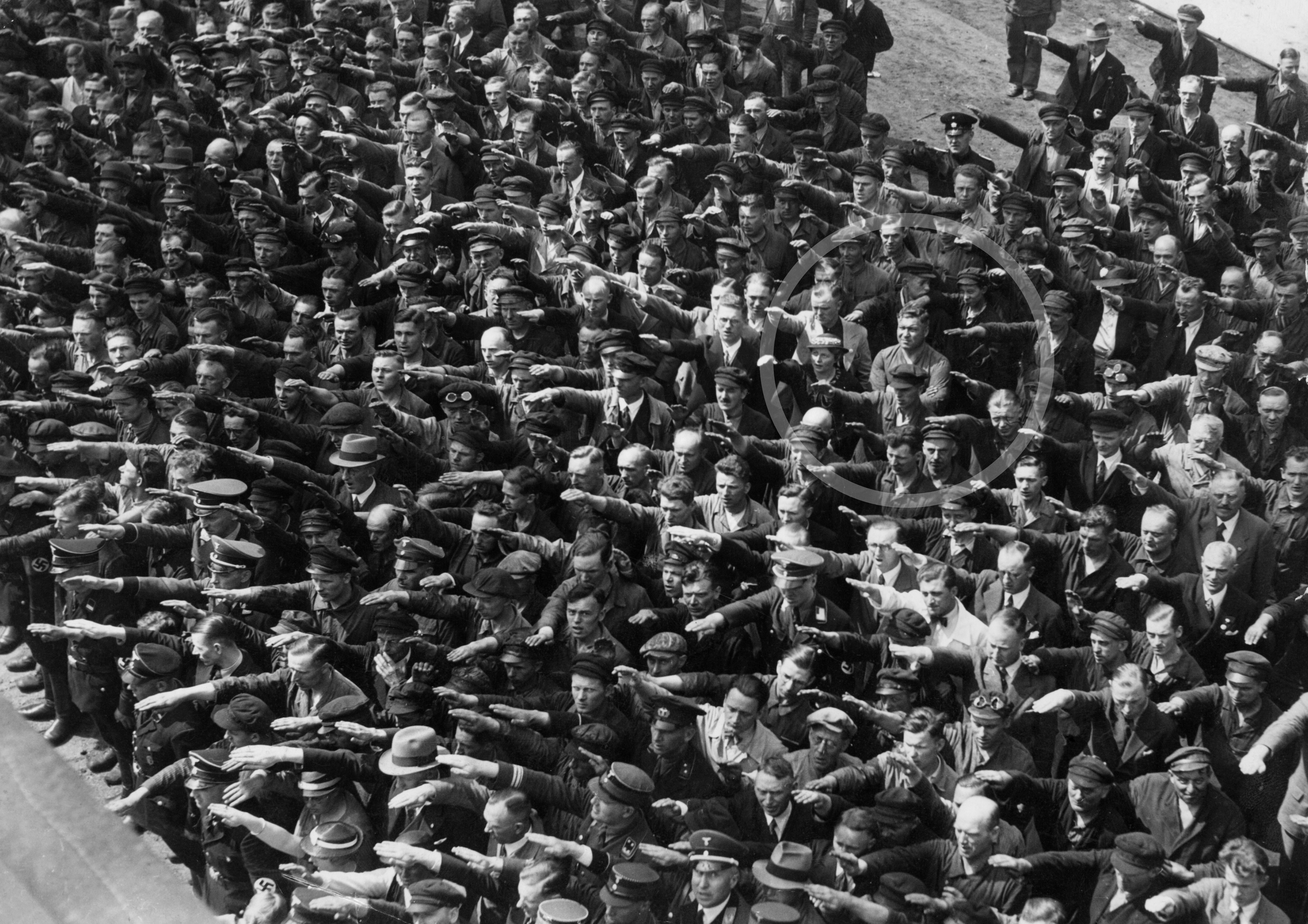
August Landmesser nel 1936, quando si rifiutò di eseguire il saluto nazista.

August Landmesser (Moorrege, 24 maggio 1910 – Stagno, 17 ottobre 1944) è stato un operaio, antifascista e militare tedesco, convinto antinazista negli anni trenta. Fu uno dei pochi tedeschi che si opposero pubblicamente al potere di Adolf Hitler.

## Biografia
August Landmesser nacque il 24 maggio 1910, figlio di August Franz Landmesser e Wilhelmine Magdalene Schmidt.
Operaio presso l'arsenale navale Blohm + Voss di Amburgo, August Landmesser diventò noto nel 1991 per la sua probabile ma non certa apparizione in una fotografia dove, unico fra centinaia di operai e autorità, si rifiutò di eseguire il saluto nazista ad Adolf Hitler, rimanendo impassibile a braccia conserte nel corso dell'inaugurazione del varo della nave scuola della marina militare tedesca, la Horst Wessel, il 13 giugno 1936. Questa fotografia fu ritrovata solamente nel 1991, esposta al centro di documentazione Topografia del terrore presso il vecchio quartier generale della Gestapo a Berlino e pubblicata dal quotidiano Die Zeit. In quello scatto, le figlie di August, Ingrid e Irene, credettero di riconoscere il loro padre nel suo significativo gesto di protesta.
Landmesser fu membro del Partito Nazionalsocialista Tedesco dei Lavoratori dal 1931 al 1935 costretto all'adesione solamente perché spinto dal bisogno di ottenere un posto di lavoro. Cominciò a osteggiare il nazismo quando, divenuto padre di due figlie avute da una giovane donna di religione ebraica, fu ritenuto colpevole di "disonorare la razza" e di conseguenza — segnalato come oppositore al regime del Terzo Reich — dapprima espulso dal partito e poi incarcerato due volte nel campo di concentramento di Börgermoor.
Landmesser si era sposato nel 1935 con Irma Eckler (nata nel 1913), ma il suo matrimonio — a causa dell'entrata in vigore delle leggi razziali di Norimberga nell'agosto del 1935 — non fu riconosciuto dall'ufficio del registro del comune di Amburgo; inoltre alle stesse figlie, Ingrid (nata il 29 ottobre del 1935) e Irene (venuta alla luce il 6 agosto del 1937), non fu riconosciuto il cognome paterno (le due bambine assunsero quello della madre).
La Eckler fu arrestata nel 1938 dalla Gestapo e detenuta dapprima nel campo di concentramento di Fuhlsbüttel ad Amburgo e successivamente nei campi femminili di Oranienburg e Ravensbrück. Irma Eckler si suppone deceduta il 28 aprile del 1942 nell'istituto sanitario di Bernburg, dove i medici nazisti praticavano l'eutanasia sui malati mentali. Le figlie Ingrid e Irene furono separate: Ingrid fu affidata alla nonna paterna, mentre Irene fu condotta dapprima in un orfanotrofio poi assegnata a dei parenti.
Landmesser fu scarcerato il 19 gennaio 1941 e assegnato ai lavori forzati presso la società Püst; questa compagnia era una branca della Heinkel-Werke sita a Seebad Warnemünde; nel febbraio del 1944, a causa della penuria di uomini abili alle armi, Landmesser, nonostante i precedenti penali, fu arruolato nella Wehrmacht e assegnato a un battaglione di disciplina, il 19º Battaglione penale di fanteria della famigerata Strafdivision 999, venendo infine dichiarato disperso in combattimento nel corso di una missione operativa a Stagno, in Croazia.
Il 20 dicembre 1949 la corte distrettuale di Amburgo-Altona dichiarò Irma Eckler morta per eutanasia nell'Istituto sanitario di Bernburg, indicando il giorno 28 aprile 1942 come la data più probabile del suo assassinio; nello stesso anno, il tribunale distrettuale di Rostock dichiarò morto August Landmesser alla data del 1º agosto 1949. Nell'autunno del 1951 il municipio di Amburgo riconobbe ufficialmente il matrimonio tra August Landmesser e Irma Eckler; inoltre, le figlie Ingrid e Irene, sopravvissute alla guerra, ricevettero il cognome del padre.